# 望月 (游戏)
《望月》是一款由望月游戏研究院開發的免費角色扮演遊戲。

## 遊戲

### 設定
遊戲採用動漫風格的开放世界為舞台，位於天上的中國風科幻都市「天月城」供玩家探索。玩家在遊戲中扮演「青鳥」，結識夥伴、收集佩從，並對抗敵人。遊戲沒有固定的主線任務進程，玩家可自由觸發各種隨機事件，或挑戰支線任務，以便觸發故事劇情、解鎖成就或獲得獎勵。

## 開發及發行
《望月》為開放世界類型遊戲，由望月游戏研究院開發。遊戲製作人為華韜。2023年10月30日，遊戲首度釋出實機演示。官方在2024年2月短暫更新遊戲訊息後，直到2024年12月19日，遊戲釋出全新宣傳影片。遊戲於2024年7月22日在中國過審而取得版號。2025年1月9日開啟名為「朔月测试」的限号删档非付费技术性测试。

## 外部連結
- 官方网站：中國